# Omocestus nadigi
Omocestus nadigi är en insektsart som beskrevs av Carl Otto Harz 1987. Omocestus nadigi ingår i släktet Omocestus och familjen gräshoppor. Inga underarter finns listade i Catalogue of Life.